# Cyathea gracilis
Cyathea gracilis är en ormbunkeart som beskrevs av Gris. Cyathea gracilis ingår i släktet Cyathea och familjen Cyatheaceae. Inga underarter finns listade.